# Honda XRV 650 Africa Twin
La Honda XRV 650 Africa Twin est une moto de type trail routier commercialisée par Honda entre 1988 et 1989, rapidement remplacée par la Africa Twin 750